# Mevlana Múzeum

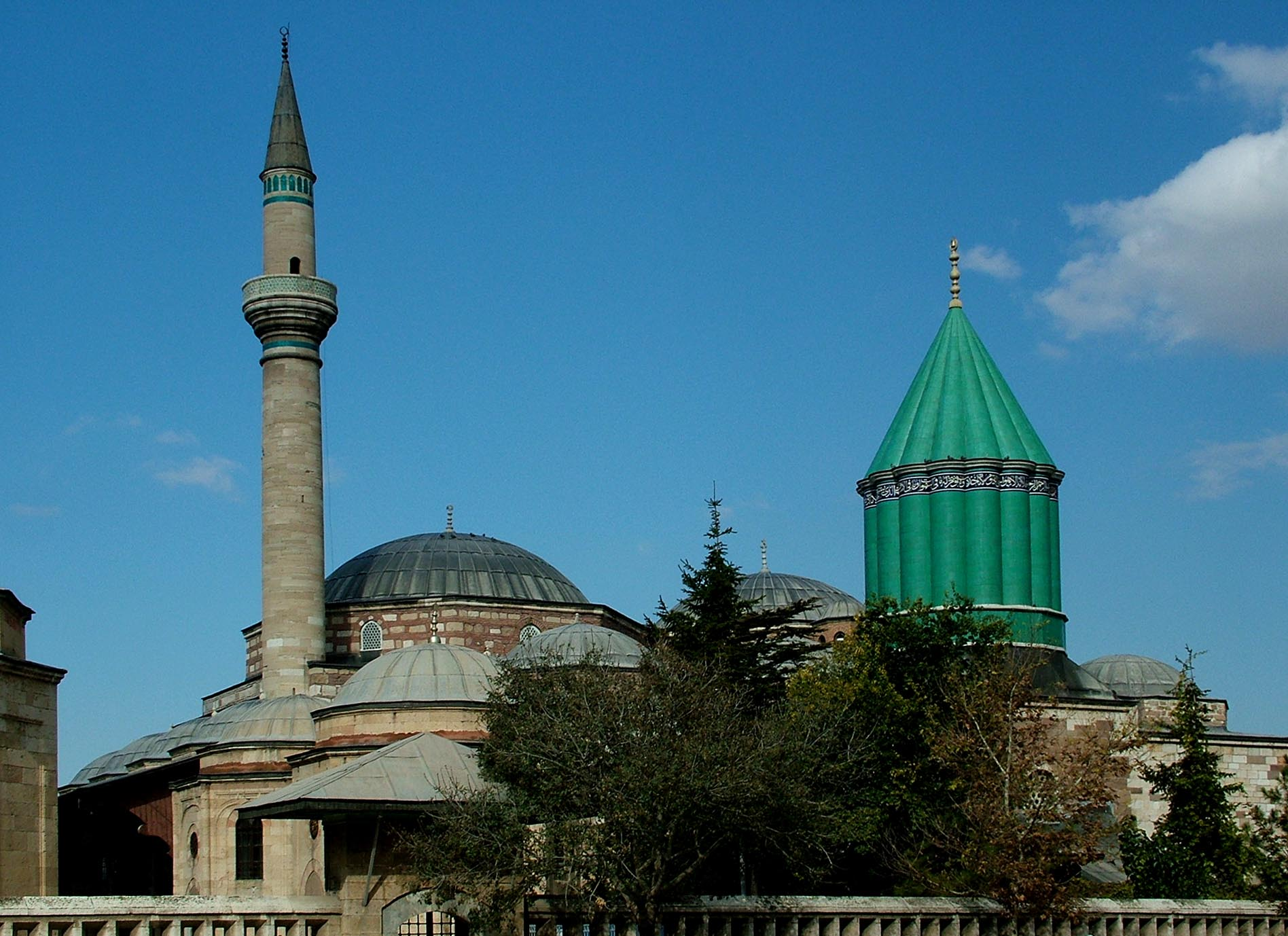
Konya, Mevlana múzeum KT)

A Mevlana Múzeum a törökországi Konya városában működő, Mevlana, azaz Dzsalál ad-Dín Rúmí, a legnagyobb perzsa szúfi misztikus filozófus és költő emlékének szentelt múzeum. Felbecsülhetetlen értékű történelmi ereklyéket, műkincseket, kultúrtörténeti relikviákat őriz falai között. Maga az épületegyüttes is különleges építészeti alkotás. Egyike Törökország legkeresettebb kulturális helyszínének.

## Előzmények

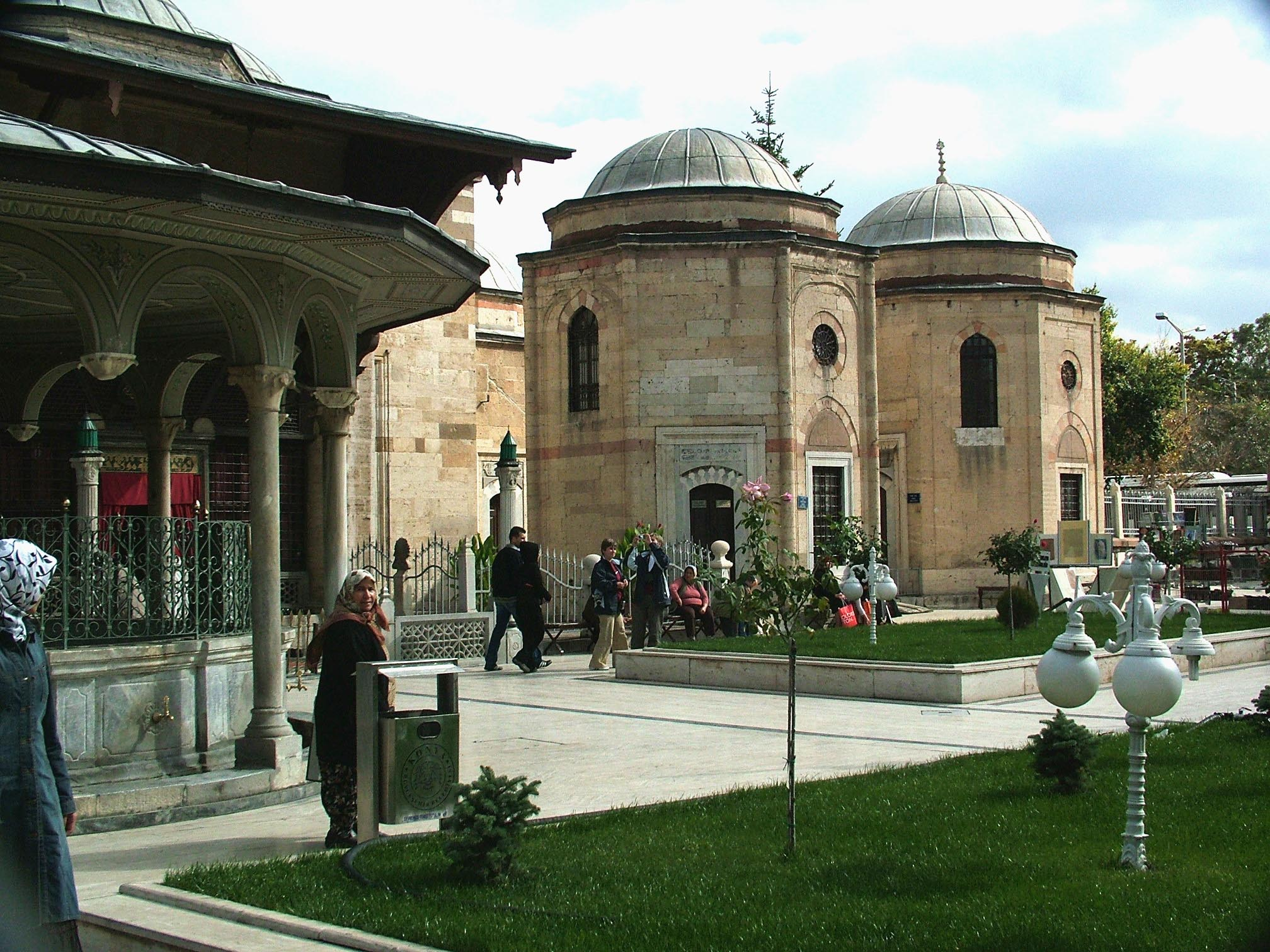
Udvari részlet a mauzóleummal (KSI)

Bahaeddin Veled, Mevlana apja családjával 1228-ban I. Aláeddin Kejkubád szultán hívására Konyába, az rümi szeldzsukok virágzó fővárosába költözött, amely akkor , a tudományos, kulturális élet központja volt. A kormányzó új iskolát építtetett, ahol apja halála után Mevlana folytatta a tanítást. Mevlana tökéletesen ismerte az iszlám jogot, az iszlám hagyományokat, a Korán-magyarázatot, a perzsa, indiai és arab irodalmat, de tanult görögül és tanulmányozta a görög filozófusokat is.
Fáradhatatlanul dolgozott, egyidejűleg tanított és prédikált a dzsámikban, gyakorlati tanácsokat osztogatott a hozzá fordulóknak. A feszített munka megviselte szervezetét és súlyosan megbetegedett. III. Gijászeddin Kejhüszrev szultán is ellátogatott Mevlana betegágyához. A nagy filozófus és tanító negyven napos küzdelem után 1273. december 17-én itt hunyt el.
Mevlana halála után először leghűbb követőinek egyike, Hüszameddin Cselebi, majd annak halála után Szultan Veled, Mevlana elsőszülött fia folytatta tovább a nagy művet. Megalakították Mevlana síremléke körül a mevlevi dervisrend központját.
A dervisrend hamarosan kiterjesztette hatását az egész országra, és számos városban alapítottak hasonló iskolákat, központokat. A konyai központ maradt közöttük mindvégig a legnagyobb, legjelentősebb. A köztársasági korszak beköszönte felszámolta a dervisrendeket. A konyai dervisközpont azóta emlékmúzeum.

## A múzeumegyüttes

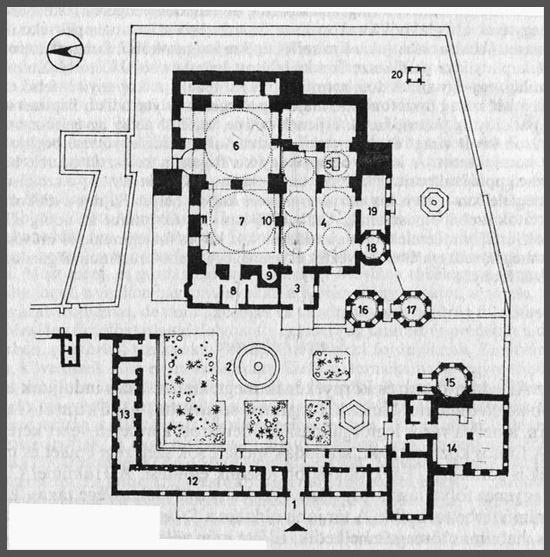
A múzeum alaprajzi vázlata

Konya központjából a Hükümet Caddesi egyenes folytatása a Mevlana Caddesi, amelynek a vége tágas, körforgalmú térbe torkollik. A tér jobb oldalán a Szelimije-dzsámi méltóságteljes, hatalmas tömege emelkedik. Előtte szép zöld park terül el. Ennek túlsó, keleti végén, kerítéssel körbevéve húzódik az az épületkomplexum, amely "Mevlana Múzeum" néven vált világhírűvé: nemcsak Konya, hanem egész Törökország legjelesebb idegenforgalmi nevezetessége, a török nemzeti kultúra nagybecsű hagyatéka.
Valamikor I. Aláeddin Kejkubád szultán palotájának a kertje húzódott itt. Amikor Bahaeddin Veled elhunyt, itt temették el, a szultán által adományozott telken. Amikor 42 évvel később Mevlana is meghalt, ide, apja mellé temették.
A múzeumi bejárat a nyugati oldalon húzódó földszintes épületsor közepén nyílik. Márványlapokkal borított belső udvarba jutunk. A 6500 m2 területet elfoglaló komplexum közepe ez az udvar. Bal oldalon húzódik a derviscellákat magába foglaló alacsony épületszárny.
Szemben vele emelkedik a kolostor dzsámija, egybefüggő tömböt alkotva a sírbolttal és a dervisek jellegzetes rituális ceremóniájának, a semának a színhelyével, a semahanéval. A jobb oldalon több, önálló sírbolt sorakozik. Az egész kolostort minden irányból falak veszik körül. Az udvar közepén ráccsal elkerített, márványfalú medencekút áll: oldalain víz csordogál, hogy a hivők előírásszerűen elvégezhessék a rituális tisztálkodást. A díszkút I. Szelim szultán ajándékaként épült 1512-ben.

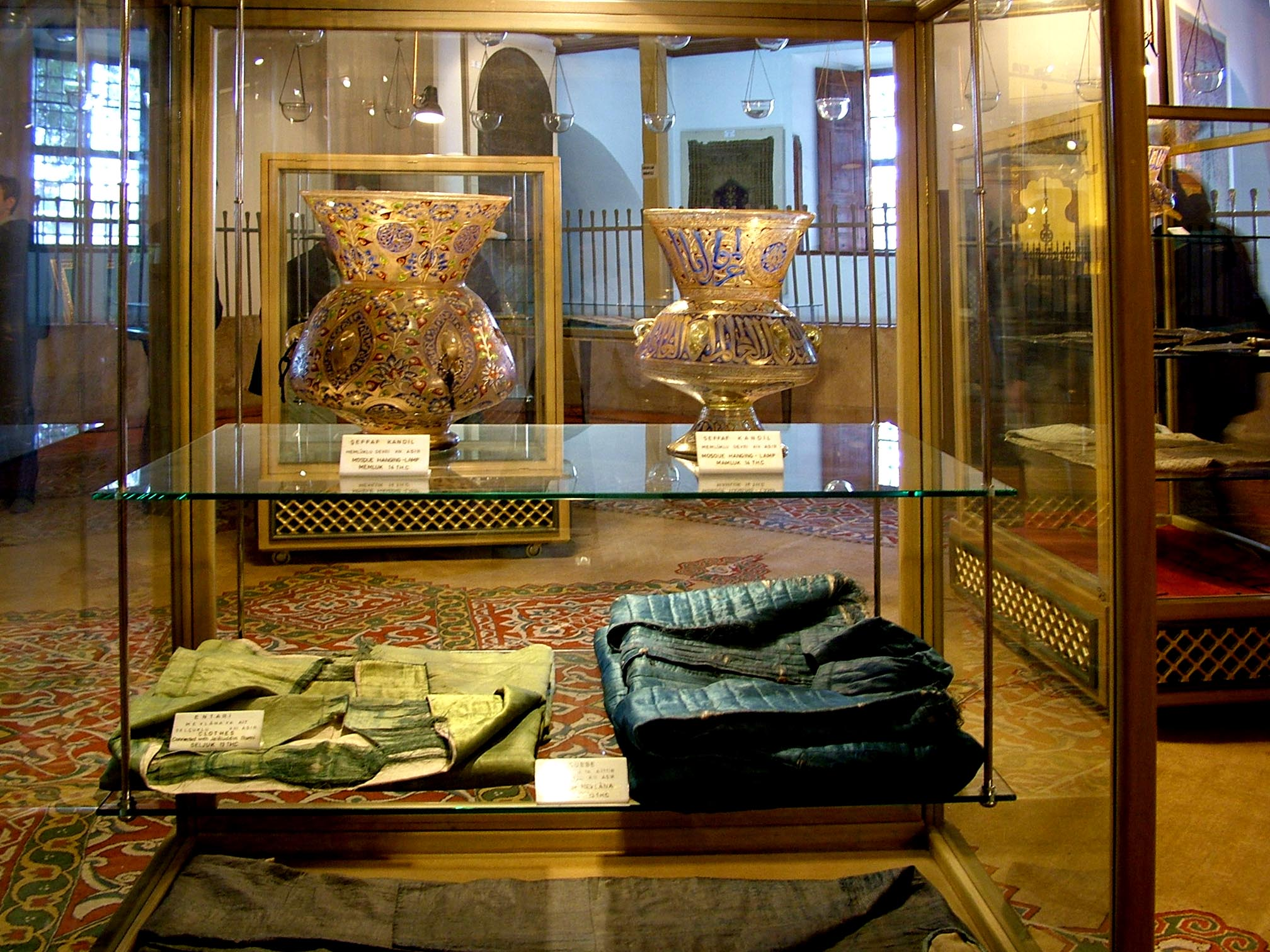
Tárgyi emlékek (KSI)

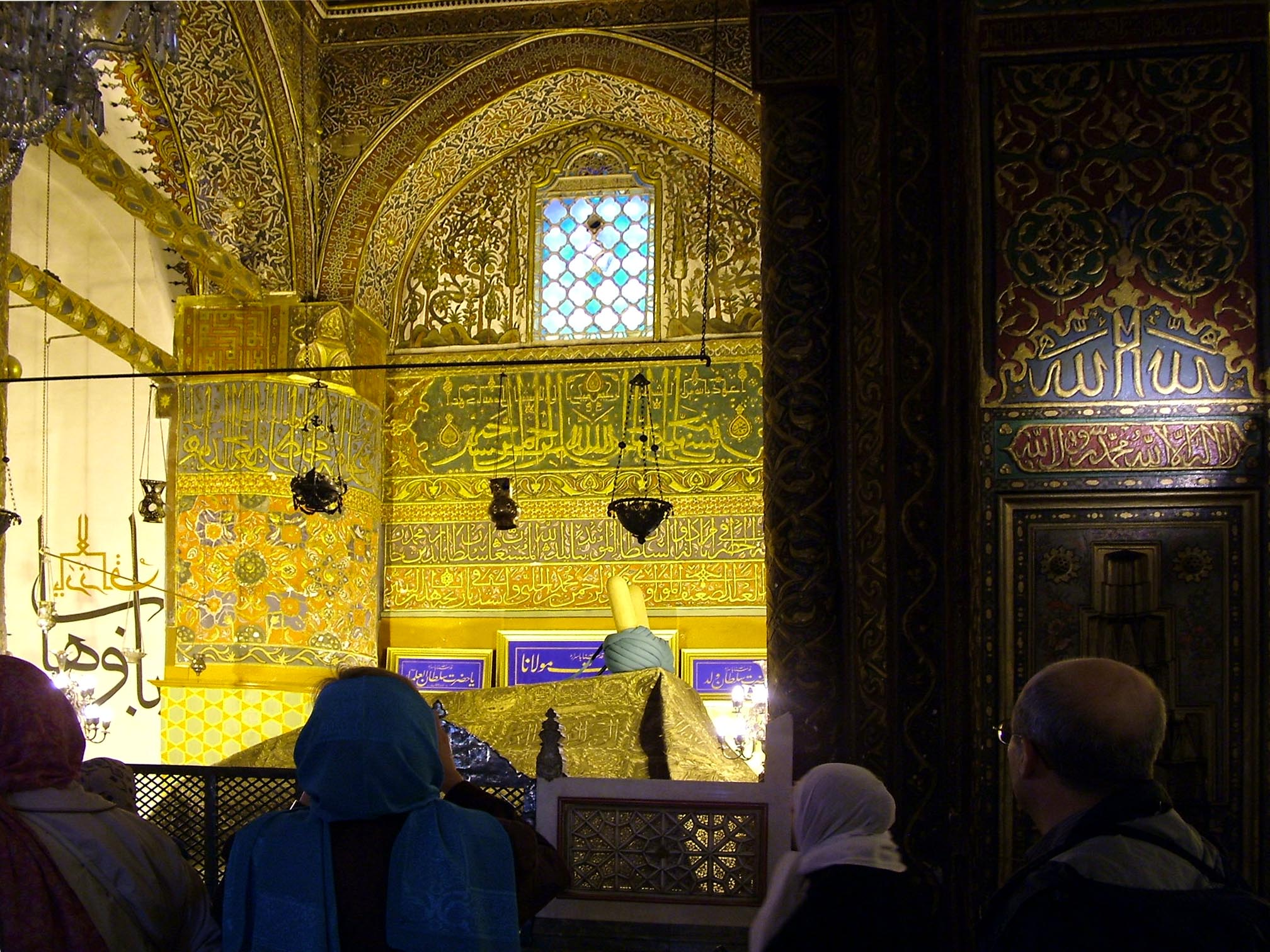
Mevlana sírja (KSI)

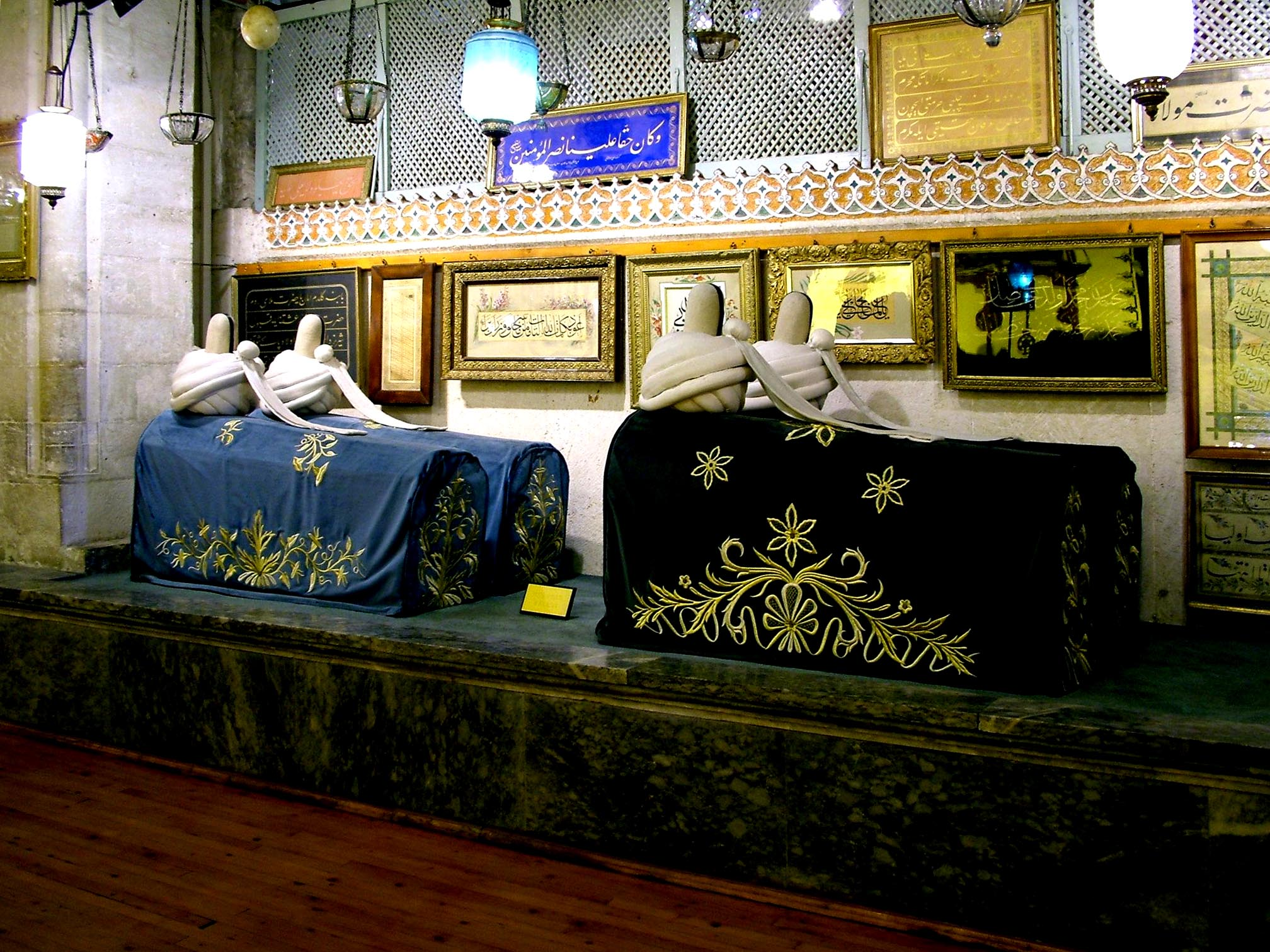
Mevlana családjának sírjai (KSI)

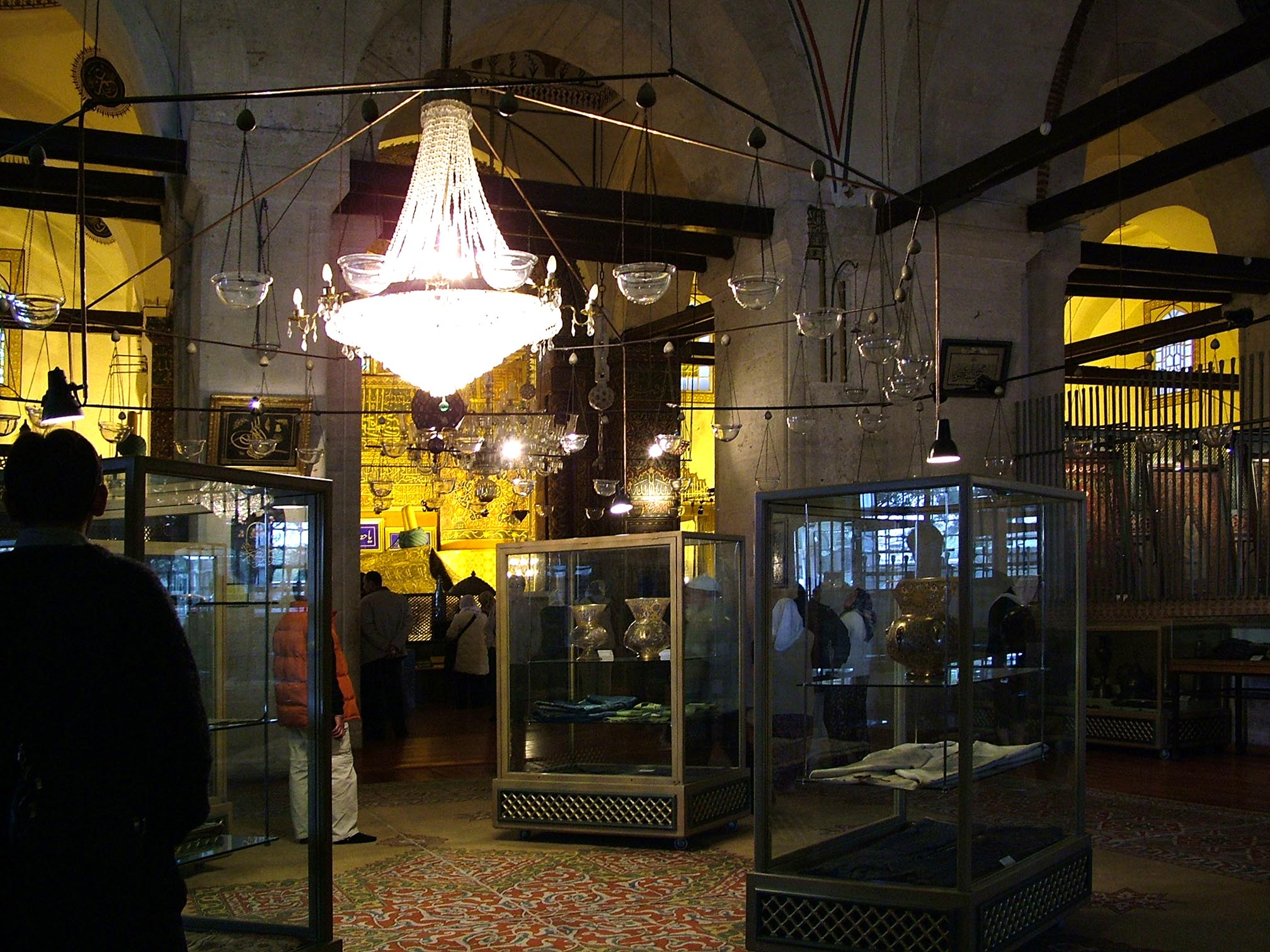
Mevlana Kolostormúzeum (KSI)

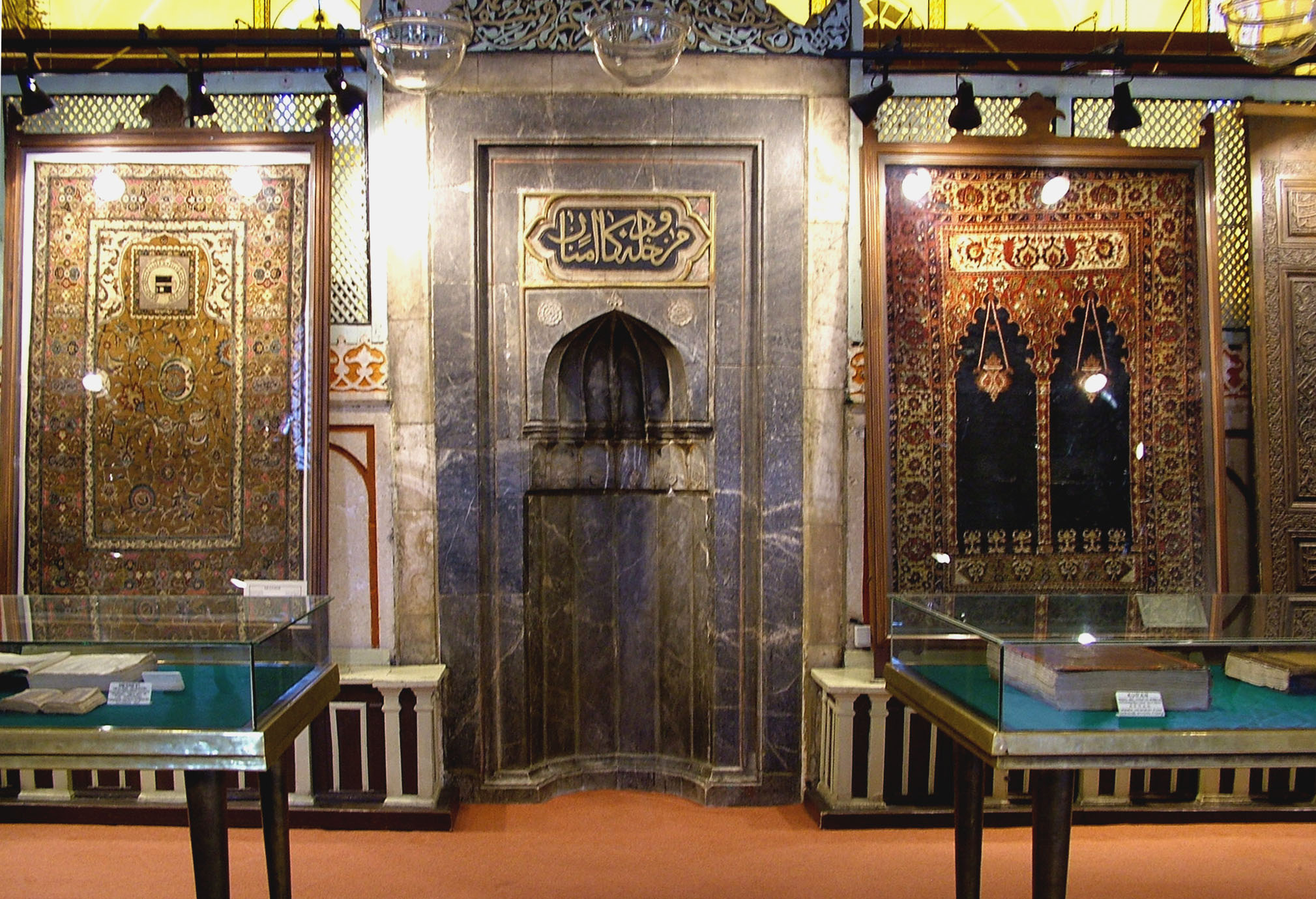
A mecset imafülkéje (KSI)

## A mauzóleum
A mauzóleumot, amely eredetileg valószínűleg semmiben nem különbözött a hagyományos szeldzsuk stílusú sírboltoktól 1274-ben építették fel. A bordázott, kúpos tetejű felsőrészt 1396-ban építették fölé. A későbbiekben két oldalán lebontották a falait, és mai formájára bővítették. A Mevlana szarkofágja feletti csúcsos torony belső magassága most 25 m. A falakon a Korán-idézeteken, verseken kívül Mevlana bölcseletei, intései is olvashatók.
Az első helyiség az olvasószoba. Most a korabeli kalligráfusok legszebb alkotásaiból látható itt kiállítás. Ebből a szűk, négyszögletű szobából az ezüstös ajtón keresztül jutunk beljebb. A diófából faragott ajtószárnyakat arannyal futtatott ezüstlapokkal díszítették. (Idővel az arany lekopott, és előtűnt alóla az ezüst.) Az ajtóba vésett felirat szerint ezt a remekművű ajtót Szokoli (Szokollu) Mehmed pasa nagyvezír fia, Hasan pasa készíttette 1599-ben.
Ezután a mauzóleum csarnok középfolyosója következik, amelyet három kupola borít. A jobb oldalon – kissé emelt platformon – színes takarókkal borított szarkofágok sorakoznak. (Azokban, amelyiken turbán látható, férfiak nyugosznak, amelyiken nincs, abban nők.) Összesen 65 szarkofág található a hosszú sírkamrában, itt kaptak helyet Bahaeddin Veled mellett azok, akik vele együtt érkeztek Horaszánból. Itt nyugszanak Mevlana gyermekei, unokái és családjának számos más tagja.
A középpontban, a kívülről is messziről látható zöld csempés, bordázott oldalú, hegyes, kúpos csúcsban végződő sírbolt alatt nyugszik ezüstből készült rácsos kerítés mögött Mevlana Celaleddin Rumi. Szarkofágját aranyfonállal átszőtt nehéz zöld takaró fedi. Mellette, körülötte és felette óriási gyertyatartók, csillárok, a falakon díszes feliratok és élénk színű geometriai motívumok díszlenek.
A középfolyosón, a szarkofágok mellett, üveggel borított tárlókban láthatók  Mevlana két legnagyobb alkotásának, Mesnevinek és a Divan-i Kebirnek a legrégebbi kéziratát.
A folyosó bal oldalán, a fal melletti emelvényen, két horaszáni férfi szarkofágja mellett érdekes bronzedényt látunk. A hengeres lábon álló, majd tálszerűen kiszélesedő, csúcsos fedővel borított edény a "Nisan Tasi (Áprilisi Tál)", amely arra szolgált, hogy összegyűjtsék benne az áprilisban lehullott esőt.
A török és az iszlám hagyományok szerint ugyanis az áprilisi eső minden cseppje szentelt, és jótékony hatású bizonyos panaszokra. A kehely előtt imádkoztak, majd vizéből kortyoltak a szenvedők, gyógyulni vágyók. A bronzedény négy részből áll, faragások, valamint arany- és ezüstberakások, versidézetek, motívumok ékesítik. A korabeli ötvösművészet remekműve.
A folyosó végén balra fordulva lépünk át a semahanéba (táncterembe). Ez a XVI. században, Nagy Szulejmán uralkodása idején épült. Ez volt a színtere a dervisek misztikus táncának, a semának. Ennek sajátos mozzanatáról, a kerengésről, a Mevlevi dervisrendet a kerengő dervisek rendjének is nevezik.)
A múzeum sema termében láthatjuk a férfiak és a nők részére elkülönített karzatokat, valamint a zenekar páholyát. A fal melletti üvegvitrinekben láthatjuk a dervis-zenekar hangszereit, valamint a dervisek szokásos öltözékeit. Igen szép a kupolaszegélyig felnyúló támasztóívek közötti falrészek festett kalligrafikus díszítése. A légtérben sokféle díszes mécses, csillár, üveg és réz dísztárgy függ. A nézők és a zenészek páholyában nagy értékű, ritka, XV. századi szőnyegek láthatók.
A semahane mellett találjuk a kolostor dzsámiját. Ez is Nagy Szulejmán szultán rendeletére épült a XVI. században. Főbejárata az udvarról nyílik, a szökőkút mögött. A bejárat előtti keresztfolyosót négy kupola fedi. Ennek jobb oldalán emelkedik az egyerkélyes, karcsú minaret.
Itt láthatjuk az égszínkék márványból faragott imafülkét, a fából készült karzatot, müezzin-szószéket. A fő látványosság azonban a falak mentén és a középen elhelyezett vitrinekben található. (A kis mecsetben egészen különleges könyvgyűjteményt és értékes szőnyegeket láthatunk.) A Koránok között van egy 1238-ból származó példány, amit egy Iszmail bin Juszuf nevű kalligráfus másolt. Egy másik, kisméretű példányt ezüst tokban őriznek.
Számos olyan okirat is látható itt, amely egyetlen példány a világon, így például a Tasviri al-i Oszman című mű is, amely harmincegy oszmán-török szultán képét tartalmazza I. Oszmántól II. Abdul-Medzsidig. A legrégebbi keletű írásos emlékek azok a Korán szúrák, amelyeket a IX. században írtak gazellabőrre, perzsa nyelven. Különösen szépek a könyveket díszítő miniatúrák, és a sokféle kötési mód. A finom bőr-, vékony textíliaborítókat is színes motívumok, aranyozások díszítik. (Igen változatos a könyvek alakja és mérete is: ovális, kerek, szögletes kötések, alig egy-két centiméterestől a 64 x 42 centiméteres nagyságúig.)
Az oldalfalak mentén kiállított szőnyegek közül különösen figyelemreméltó az a selyemszálakból szőtt gyönyörű darab, amelynek közepére a mekkai Kába kövét szőtték. A szőnyeg nem kevesebb, mint három millió csomóból készült (négyzetcentiméterenként 144 csomó). A szélén olvasható perzsa versrészletből arra lehet következtetni, hogy valamilyen nagy uralkodó részére készült. Mellette látható az a selyem és gyapjú keverékéből készült szőnyeg is, melynek közepén a Korán egyik verse és az „Allah-u Ekber” (Allah hatalmas) felirat olvasható. Ezt I. Aláeddin Kejkubad szultán ajándékozta Mevlánának házasságkötése alkalmával. A többi szőnyeg is több száz évvel ezelőtt készült.

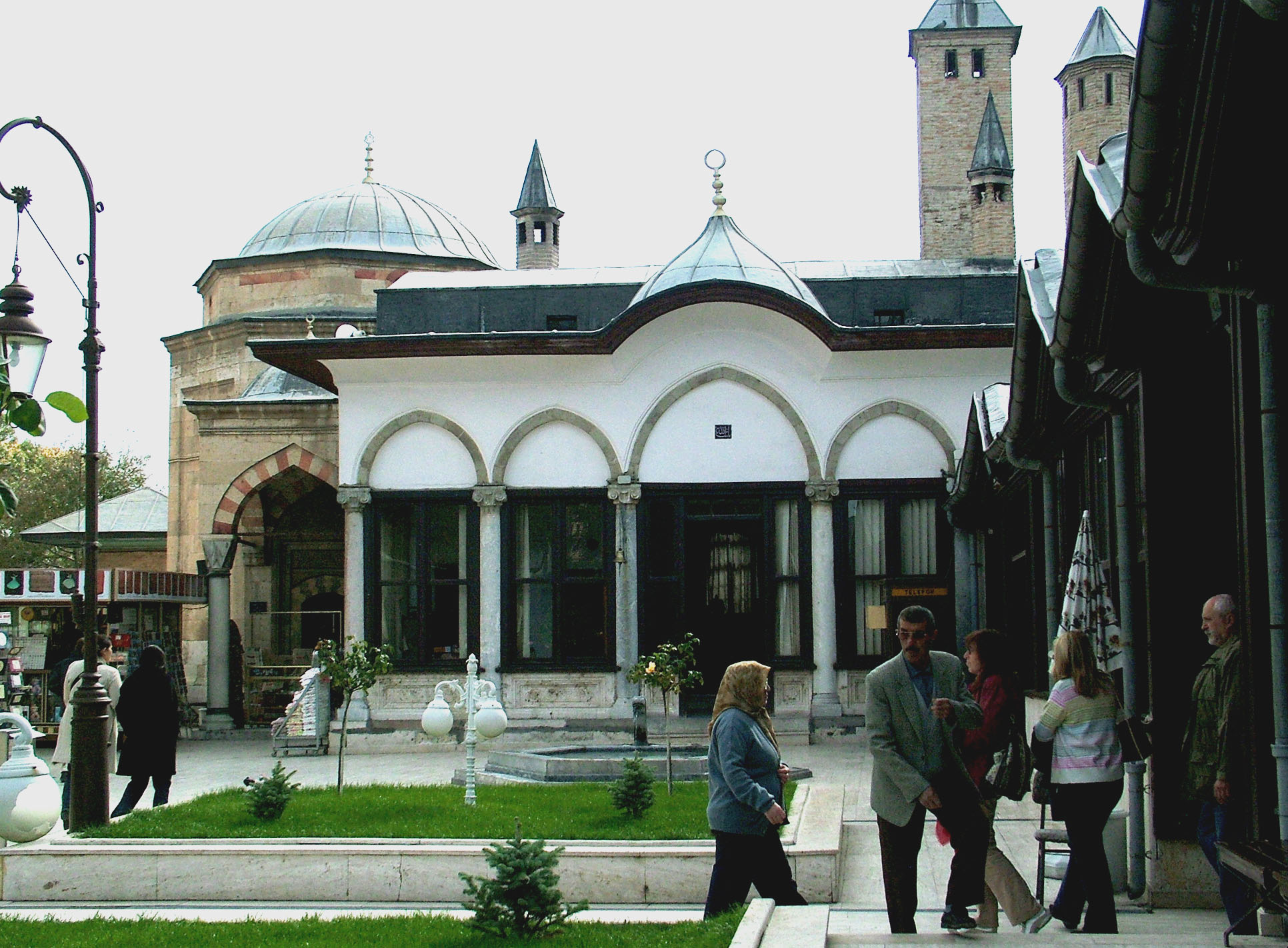
Udvar a kolostorral (KSI)

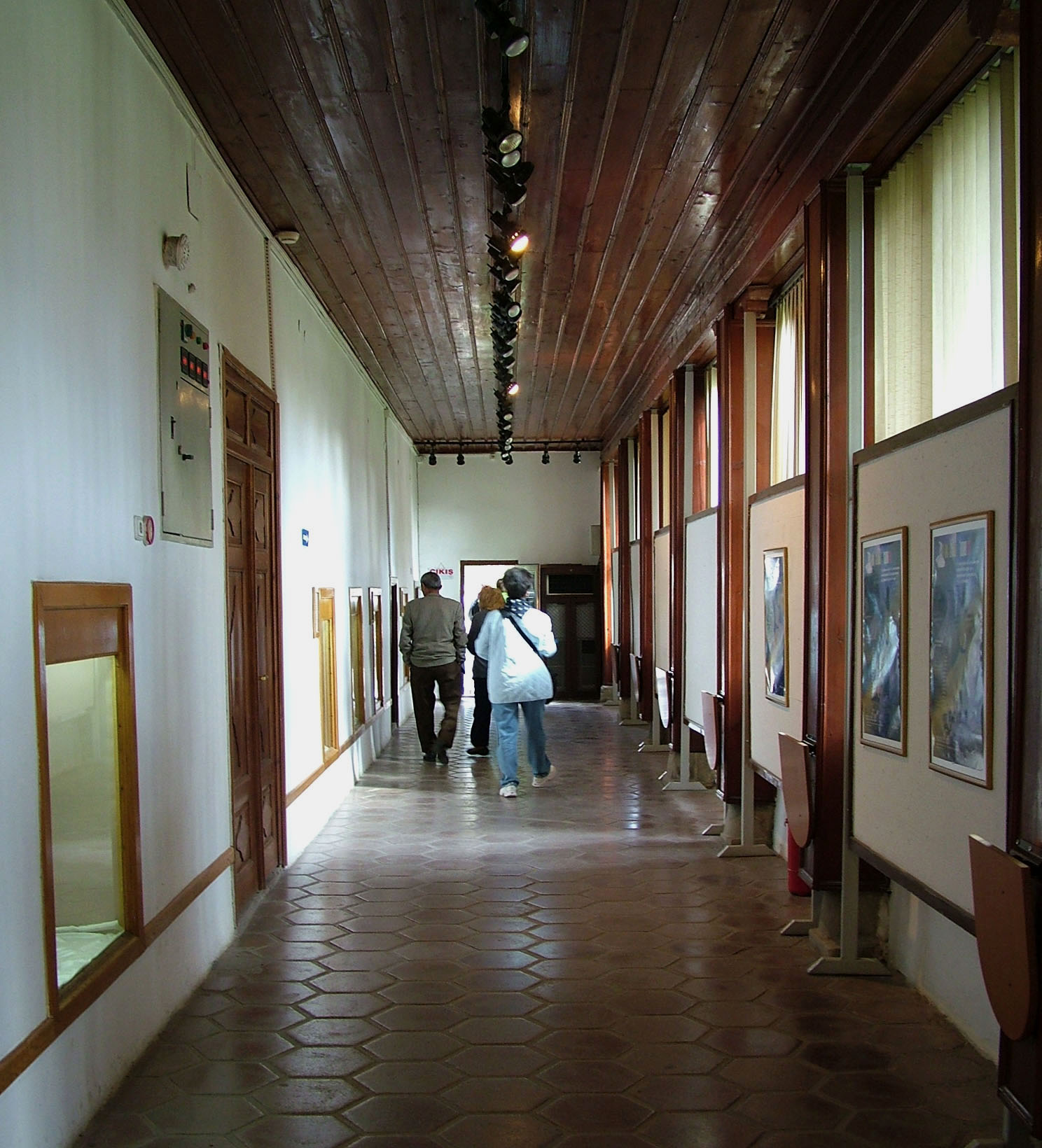
Múzeumi kolostorszárny (KSI)

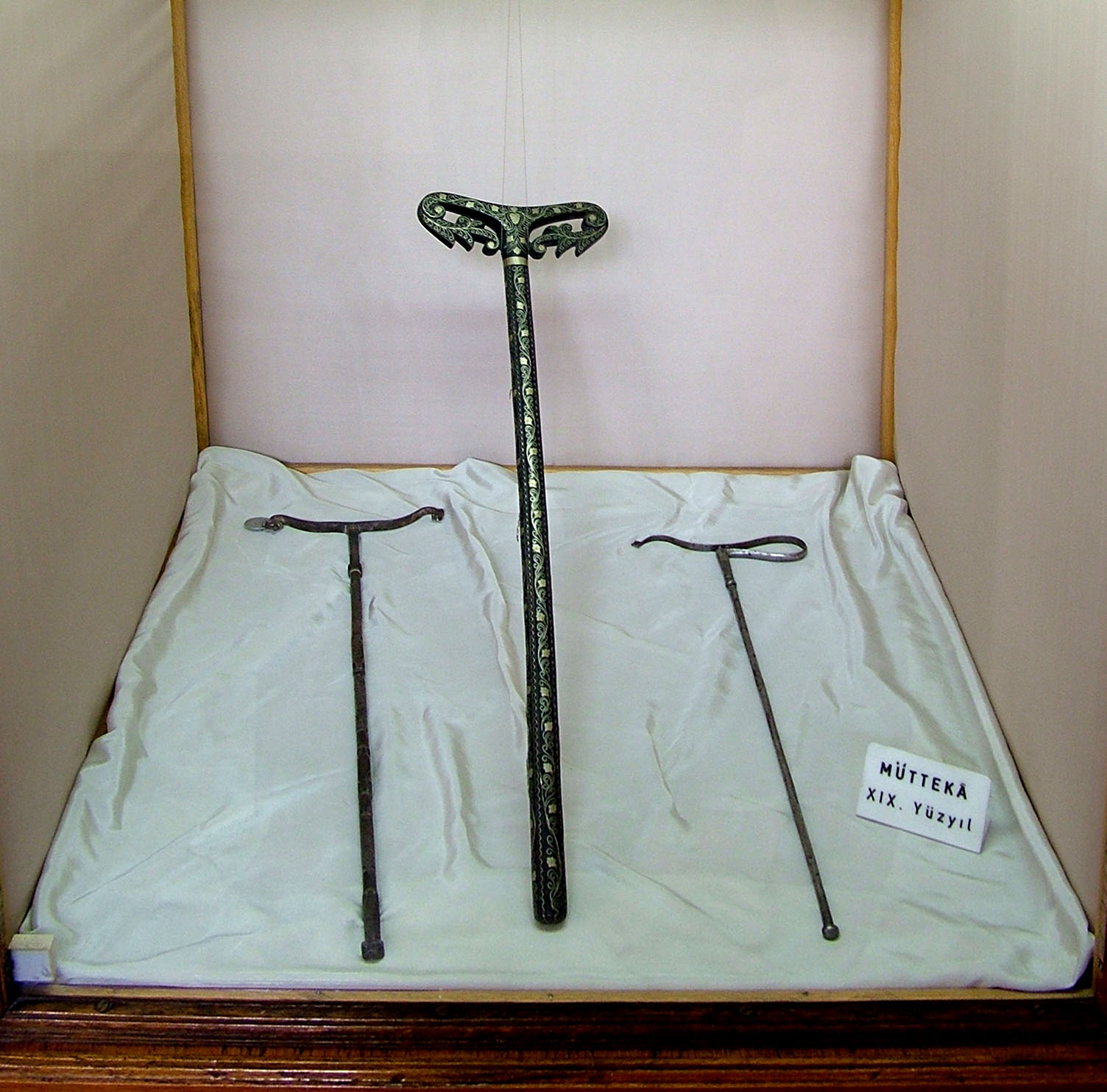
Mevlana-relikviák (KSI)

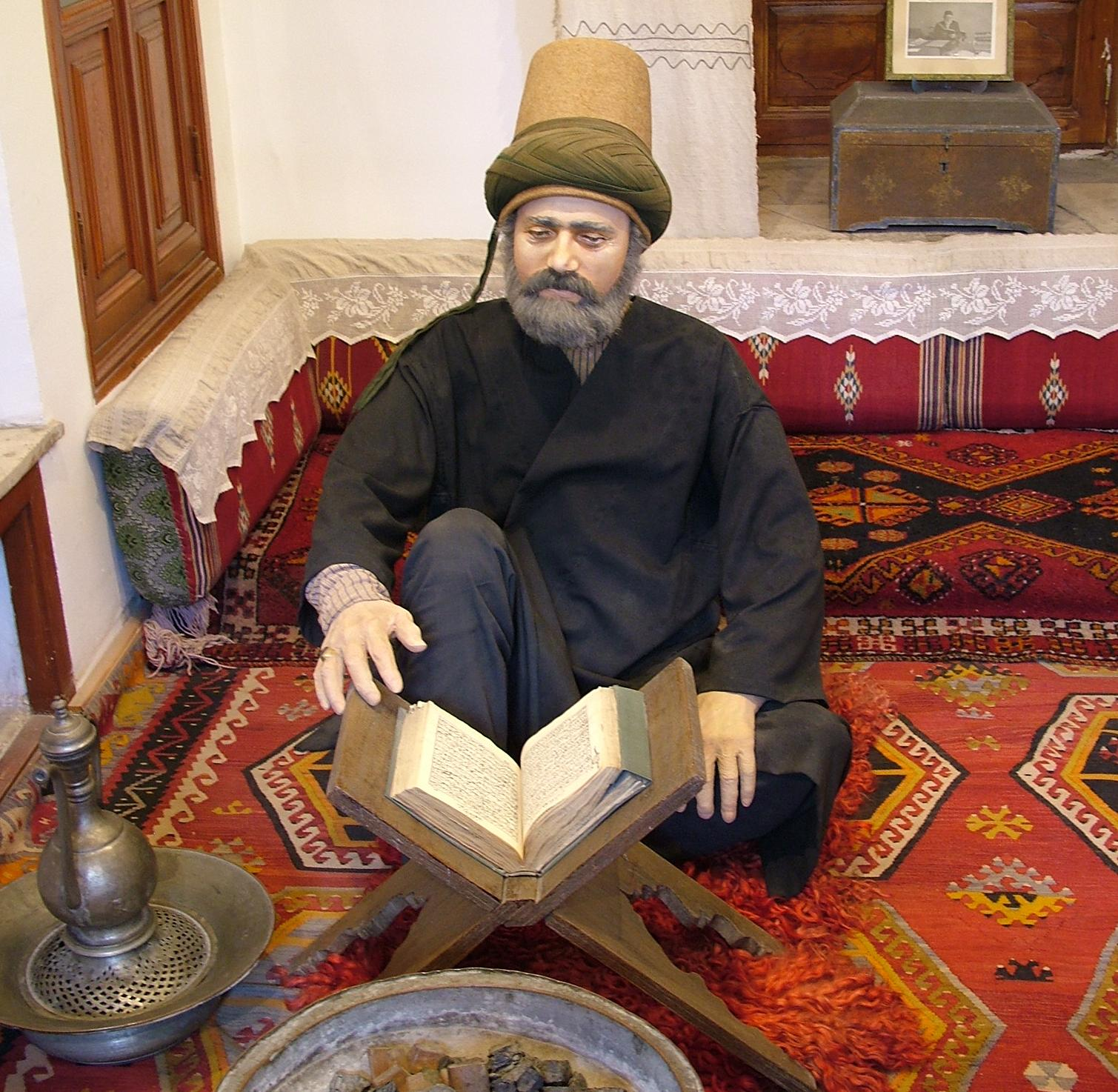
Kolostorcella (KSI)

## A kolostorszárny
A főbejáratot is magába foglaló földszintes épületszárnyat és annak északi folytatását szintén III. Murád szultán építtette a kolostor bővítésére 1584-ben. Itt helyezkedtek el egymás mellett a kolostorhoz tartozó dervisek cellái.
Ezek kis méretű, szögletes fülkék voltak, egy bejárattal, szűk ablaknyílással és egy tűzhellyel. Mindegyik felett kupola magasodott, és mellette egy vékony, csúcsos kémény. A cellákban általában ketten laktak, csak a magasabb rangúaknak járt külön cella. (A kolostor múzeummá alakításakor a cellák közötti falakat néhány kivétellel kibontották.)
A cellák előtt – az udvar felől – üvegfalú folyosót építettek, ebben most kiállítási tablók tekinthetők meg. A cellák egy részét az eredetihez hasonló módon, korhű bútorokkal, használati tárgyakkal és életnagyságú bábukkal rendezték be, azt a látványt keltve, amit évszázadokkal ezelőtt nyújthattak.
A további szakaszban szőnyeg- és textília-kiállítást helyeztek el. A bejárat utáni első cella a kolostor sejkjének a szobája volt. A sejket megtestesítő bábu fekete csuhában áll előttünk.
A következő cellában egy térdelő dervist látható, aki az előtte levő állványra helyezett Koránt tanulmányozza. A következőben egy táncoló dervist látunk, a tánc egy pillanatát jelképező pózban.
Sok érdekes látnivalót ígér a szőnyegkiállítás is. (A szőnyegszövés mesterségét a szeldzsuk törökök hozták magukkal és honosították meg Anatóliában. Konya és környéke a szőnyegkészítés legrégebbi központja. A szőnyegkészítés mint ipar a szeldzsuk birodalom széthullása után, az önálló fejedelemségek idején elterjedt Anatólia minden részében.)
A derviscellákban berendezett szerény szőnyegmúzeumban néhány Konyában és Beyşehir-ben készített régi alkotást is láthatunk. (Közvetlenül a bejárat közelében található egy igen érdekes darab. Mintájául egy 1900. évi konyai újság címlapja szolgált, amely hírül adta a világnak a Ferid Pasa által rendezett első nagyméretű szőnyegkiállítás megnyitását.) A gyűjteményben szerepelnek a karamánok, oszmánok idejében készített szőnyegek is.
A derviscellák folyosójának utolsó részén található a textíliák kiállítása. Az oszmán-török kor textiliparának legszebb termékeiből ad ízelítőt, a XV-től egészen a XIX. századig.
Az udvarnak a dervisccllákkal szemközti, déli végén, a sarokban áll a konyha épülete. Ezt III. Murád építtette 1584-ben, majd 1867-ben renoválták. A kétszintes épület alsó részén voltak a tűzhelyek és a tálaló, felül pedig a konyhai alkalmazottak lakóhelyiségei. A konyha alatt, egy pincében volt az élelmiszer-raktár.
A konyhának az élelmezés biztosításán túl volt egy igen sajátos rendeltetése is: ez volt a felvételre jelentkező dervis-jelöltek „próbatételének" a színhelye is. A kezdő derviseknek a „cilehane" (az öngyötrés cellája) falai között kellett eltölteni 1001 napot, és közben a konyha számára 18 különféle szolgálatot kellett teljesíteni. (Ennek letöltése, elvégzése után az új dervist szertartás keretében felavatták, és beköltözhetett a rendes derviscellák egyikébe.) A konyhát korhű edényekkel rendezték be. Látható még a főszakács egyenruhája is.

## Múzeumkert
A múzeum kertjének déli oldalán négy nagyobb és egy kisebb sírbolt is szót érdemel. Közvetlenül a konyha pavilon keleti falához kapcsolódik a Hürrem Pasa-sírbolt. 1527-ben Ibrahim pasa nagyvezír építtette. A benne látható két szarkofág egyikében az 1526-ban elhunyt karamáni beylerbey, Hürrem pasa, másikában pedig Haci Bey nyugszik, aki 1553-ban bekövetkezett haláláig a birodalom damaszkuszi tartományában töltött be magas tisztséget.
Néhány méterrel távolabb két önálló sírbolt áll egymás mellett. Csaknem teljesen egyforma felépítésűek, mind a kettő nyolcszögletű és kupolával fedett, az ablakok magasan helyezkednek el. A múzeum épületéhez közelebbiben, márvány szarkofág alatt a karamáni beylerbey, Murád pasa 1585-ben elhunyt lánya, Fatmu Hatun nyugszik. Egy ideig könyvtár céljaira is használták a sírbolt épületét. A másik sírboltban, a bejárat feletti írás tanúsága szerint az 1573-han elhunyt Sinurr pasa nyugszik, aki a karamáni bejlerbej tisztségét töltötte be. A sírboltot jelenleg irattári célokra használják.
A Hasan Pasa-sírbolt közvetlenül kapcsolódik a középső múzeumi épülethez. Nyugati bejáratát befalazták, egyik északi ablaka pedig a belső csarnokba való bejáratul szolgál. Egyébként a sírbolt belül üres.
Márványlapokkal borított keskeny út vezet a kert délkeleti sarkában önállóan álló utolsó sirbolthoz. A többiektől eltérően ez nem zárt építmény, hanem négy márványoszlopra támaszkodó ívekből és felül egy kupolából áll. Az alatta látható márványszarkofágban Mustafa Pasa fia, az 1534-ben elhunyt Mehmed bej nyugszik.

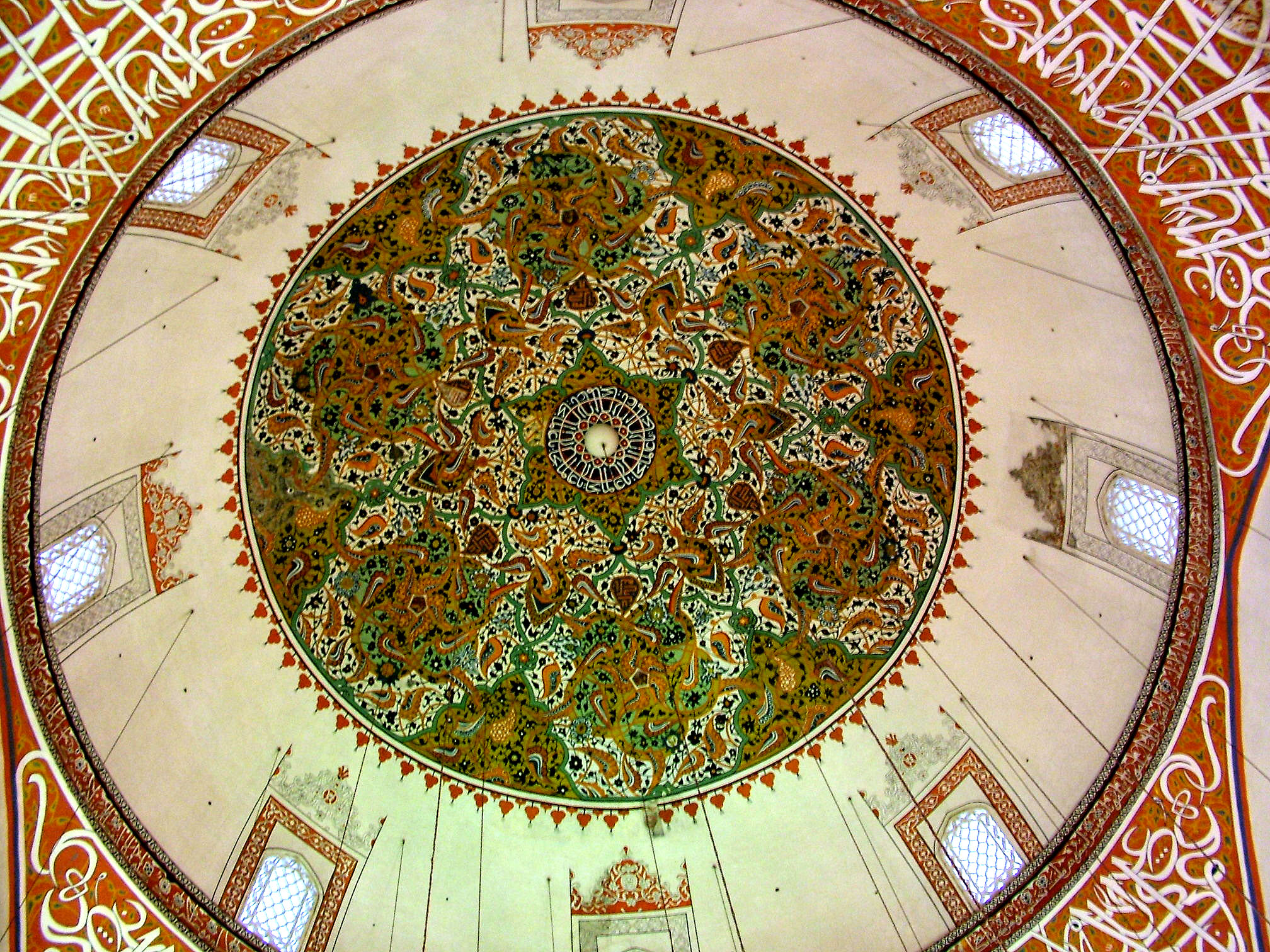
Múzeum: kupolatér (KSI)

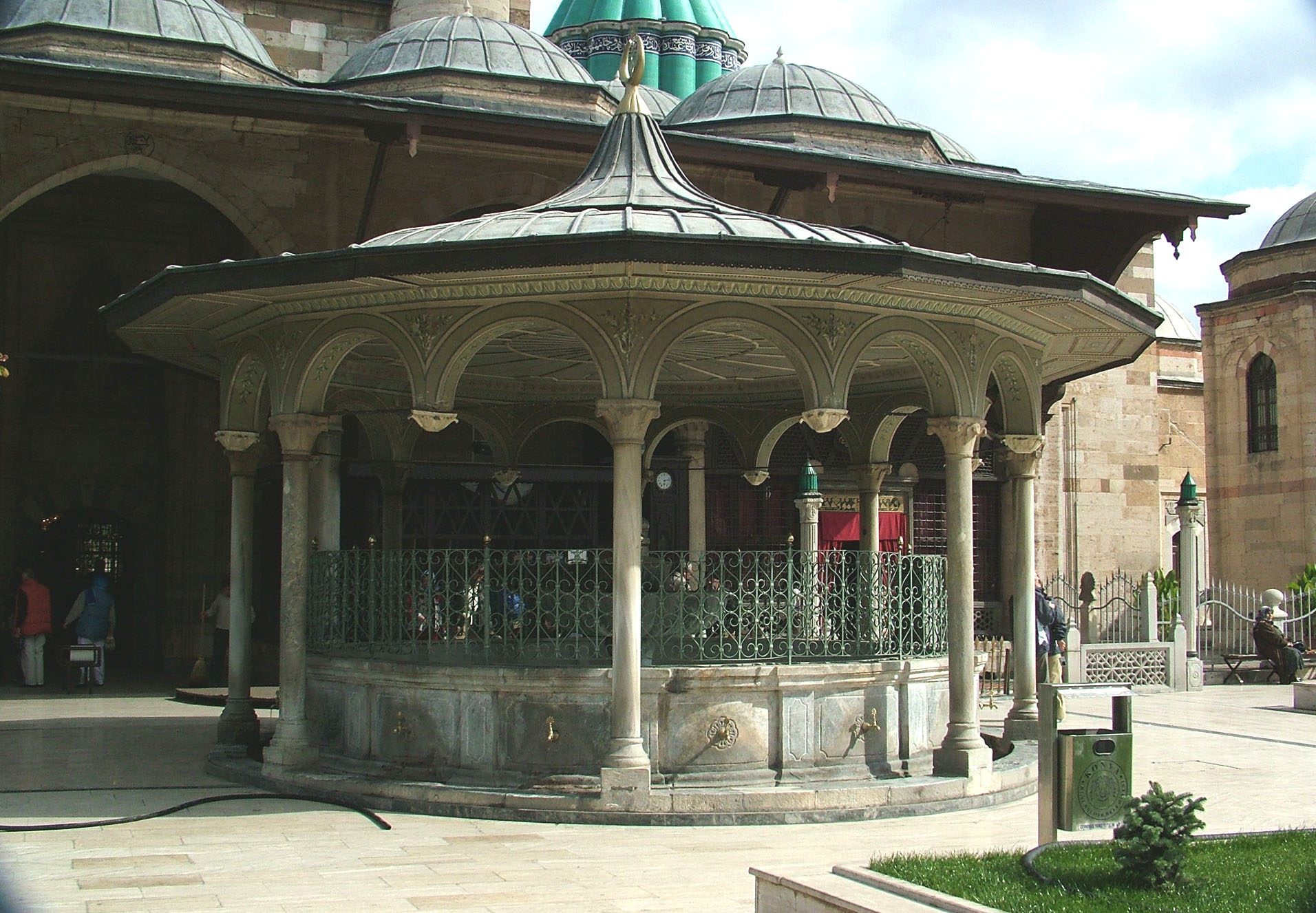
Konya, Mevlana múzeum, rituális kút (KSI)

## Kapcsolódó szócikk
- Oszmán építészet